# Карлыгаш (Кербулакский район)
Карлыгаш (каз. Қарлығаш) — село в Кербулакском районе Жетысуской области Казахстана. Входит в состав Алтынемельского сельского округа. Код КАТО — 194633300.

## Население
В 1999 году население села составляло 177 человек (88 мужчин и 89 женщин). По данным переписи 2009 года, в селе проживало 160 человек (90 мужчин и 70 женщин).